# Каленово (Бурятія)
Каленово (рос. Калёново) — село Іволгинського району, Бурятії Росії. Входить до складу Сільського поселення Іволгинське.
Населення — 949 осіб (2015 рік).